# Svět je tvůj
Svět je tvůj (v originále Le monde est à toi) je francouzský hraný film z roku 2018, který režíroval Romain Gavras podle vlastního scénáře. Film byl uveden v rámci Quinzaine des cinéastes na filmovém festivalu v Cannes dne 12. května 2018.

## Děj
François je drogový dealera z pařížského předměstí, který změní svůj život, aby mohl provozovat distribuční franšízu v Maghrebu. Ale zjistí, že jeho matka utratila všechny jeho ušetřené peníze. Musí proto vyjednat nový obchod se skotskými překupníky ve Španělsku. Vyjednávání ale dopadne špatně a François si musí na pomoc přivést matku. To mu ale přinese další problémy. Navíc se o zakázku zajímá mnoho dalších překupníků.

## Obsazení
| Karim Leklou       | François               |
| Isabelle Adjaniová | Dany                   |
| Vincent Cassel     | Henri                  |
| Oulaya Amamra      | Lamya                  |
| François Damiens   | René                   |
| Philippe Katerine  | Vincent                |
| Sam Spruell        | Bruce                  |
| Sofian Khammes     | Poutine                |
| Norbert Ferrer     | pan Lhermitte          |
| Farida Ouchani     | maroská kamarádka Dany |
| Ladj Ly            | Paoudré                |
| Alexis Manenti     | řidič Uberu            |
| Alexandre Gavras   | turecký hráč           |

## Ocenění
- César: nominace v kategoriích nejlepší herečka ve vedlejší roli (Isabelle Adjaniová) a nejslibnější herec (Karim Leklou)